# Castell Cwmere
Castell Cwmere är ett slott i Storbritannien.   Det ligger i kommunen Ceredigion och riksdelen Wales, i den södra delen av landet, 280 km väster om huvudstaden London. Castell Cwmere ligger 137 meter över havet.
Terrängen runt Castell Cwmere är platt åt sydväst, men åt nordost är den kuperad. Runt Castell Cwmere är det ganska glesbefolkat, med 43 invånare per kvadratkilometer. Närmaste större samhälle är Lampeter, 7,6 km sydost om Castell Cwmere. Trakten runt Castell Cwmere består i huvudsak av gräsmarker.